# Konzert für Orchester (Bartók)
Das Konzert für Orchester (Sz 116, BB 123) ist eines der bekanntesten Stücke von Béla Bartók und zählt zugleich zu seinen beliebtesten und zugänglichsten Kompositionen.
Bartóks Werk ist wohl das bekannteste einer Reihe von Stücken mit dem zunächst widersprüchlich erscheinenden Titel Konzert für Orchester. Bartók bezeichnete das Stück nach eigenem Bekunden deshalb als Konzert und nicht als Sinfonie, weil die einzelnen Instrumente eher solistisch und virtuos behandelt werden.

## Besetzung
Spätromantisches Sinfonie-Orchester:
- Holzbläser: drei Flöten (3. auch Piccolo), drei Oboen (3. auch Englischhorn), drei Klarinetten (3. auch Bassklarinette), drei Fagotte (3. auch Kontrafagott)
- Blechbläser: vier Hörner, drei Trompeten (4. ad lib.), zwei Posaunen, Bassposaune, Tuba
- Pauken, Schlagzeug
- zwei Harfen
- Streicher

## Biographische Einordnung
Das Konzert für Orchester schrieb Bartók 1943 mit 62 Jahren, kurz nach seiner Flucht vor dem Zweiten Weltkrieg aus Ungarn in die USA. Es handelte sich um eine Auftragsarbeit für die Stiftung des Dirigenten Sergei Kussewizki. Ohne diesen Auftrag hätte Bartók das Komponieren womöglich bereits nach dem 6. Streichquartett (1939) aufgegeben. So aber entstanden in der Folge noch mehrere weitere Werke, etwa die Sonate für Violine solo und das 3. Klavierkonzert.
Auf der Partitur ist der Zeitraum vom 15. August bis 8. Oktober vermerkt. Die Uraufführung durch das Boston Symphony Orchestra am 1. Dezember 1944 in der Symphony Hall Boston unter Kussewizki war ein enormer Erfolg. 1946 wurde es bei den Weltmusiktagen der Internationalen Gesellschaft für Neue Musik (ISCM World Music Days) in London aufgeführt. Heute gehört das Stück im sinfonischen Bereich zum etablierten Standardrepertoire.
Im Februar 1945, sieben Monate vor seinem Tod, überarbeitete Bartók das Werk nochmals. Die bedeutendste Änderung betrifft den letzten Satz, zu dem der Komponist einen längeren Schluss verfasste. Beide Versionen wurden veröffentlicht und werden bis heute aufgeführt.

## Sätze
1. Introduzione: Eine getragene, geheimnisvolle Einleitung geht in einen schnellen Allegro-Teil mit zahlreichen fugierten Passagen über.
2. Giuoco delle coppie (‚Spiel der Paare‘) (siehe jedoch unten): Dieser sehr rhythmisch geprägte Satz beginnt mit einem „stotternden“ Spiel der kleinen Trommel, die auch wieder am Ende mit einem prägnanten Rhythmus groß herauskommt. Nacheinander setzten zunächst Paare von Holzblasinstrumenten ein, die aufeinander bezogene, kurze Themen, jeweils um ein anderes Intervall versetzt, spielen: Bei den Fagotten ist es eine kleine Sexte, die Oboen spielen in Terzen, die Klarinetten in Septimen, die Flöten in Quinten und die Trompeten in Sekunden.
3. Elegia: ein langsamer Satz, typisch für Bartóks sogenannte „Nachtmusik“.
4. Intermezzo interrotto (‚unterbrochenes Zwischenspiel‘): Eine fließende Melodie mit Taktwechseln wird auf ironische Weise von einem Zitat aus Schostakowitschs „Leningrader“ Sinfonie (Nr. 7), die von Bartók nicht sonderlich geschätzt wurde,[4][5][6] unterbrochen. Schostakowitsch zitiert hier seinerseits das Lied Da geh ich zu Maxim aus Franz Lehárs Operette Die lustige Witwe. Bartók verzerrt dieses banale Marschthema zunehmend. Schließlich wird es von „abweisenden“ Glissandi der Posaunen und „lachenden“ Holzbläsern unterbrochen und verspottet.
5. Finale: mit der Tempobezeichnung presto (schnell), in dem ein wirbelndes Perpetuum-mobile-Hauptthema mit einem Feuerwerk fugierter Passagen und volkstümlicher Melodien wetteifert.

## Der zweite Satz: Fehler in der Druckausgabe
Während in den gedruckten Ausgaben der zweite Satz die Überschrift Giuoco delle coppie (dt. „Spiel der Paare“) trägt, heißt er in Bartóks Manuskript Presentando le coppie (dt. „Präsentation der Paare“). Die gedruckten Partituren enthalten auch eine falsche Metronomzahl für diesen Satz. Das stellte Sir Georg Solti bei der Vorbereitung auf eine Einspielung des Konzerts für Orchester und der Tanz-Suite fest. Er schreibt:

„Bei der Vorbereitung dieser beiden Werke für die Aufnahme war ich fest entschlossen, die Tempi genau so anzulegen wie von Bartók gedacht. Das führte zu einigen außerordentlichen Entdeckungen, insbesondere was den zweiten Satz des Konzerts für Orchester betrifft. In der Druckfassung der Partitur steht eine Metronomzahl von 74 Viertelnoten pro Minute. Das ist sehr langsam, doch ich wollte mich ja streng an die Vorgaben halten. Bei den Proben schien das den Musikern jedoch überhaupt nicht zu gefallen. In der Pause kam der Schlagzeuger, der am Anfang das Solo auf der kleinen Trommel spielte, zu mir und meinte: ‚Maestro, in meiner Stimme stehen aber 94 Viertel pro Minute.‘ Ich glaubte an einen Fehler, da keine der anderen Einzelstimmen eine Metronomzahl enthält.
Die einzige Möglichkeit zur Überprüfung bestand darin, Einblick in das Manuskript zu nehmen. Dank der freundlichen Unterstützung durch die Library of Congress in Washington erhielten wir eine Kopie der entsprechenden Seite, auf der nicht nur ganz klar 94 Viertel pro Minute angegeben waren, sondern auch die Tempobezeichnung Allegro scherzando (während in der Druckfassung Allegretto scherzando steht.) Darüber hinaus hatte Bartók als Überschrift Presentando le coppie (dt. Präsentation der Paare) formuliert, nicht Giuoco delle coppie, (dt. Spiel der Paare).
Das fand ich hochinteressant, denn dadurch erhält das Stück einen völlig anderen Charakter. Das Programm der ersten Aufführung in Boston wies den Satz ebenfalls mit Allegro scherzando aus, und der Verwalter des Bartók-Archivs steuerte weitere eindeutige Belege dafür bei, dass das schnellere Tempo das richtige ist. Zweifelsohne wurde das Stück bereits viele tausend Mal, auch von mir selbst, im falschen Tempo aufgeführt!“

## Trivia
- Im ersten Kapitel von Thomas Pynchons Roman Die Versteigerung von No. 49 erfährt die Hauptfigur Oedipa Maas von dem Tod eines ehemaligen Liebhabers und denkt dabei unter anderem „an eine lapidare, trostlose Melodie aus dem vierten Satz des Orchesterkonzerts von Bartók“.[8]